# Hugo Dollheiser
Hugo Dollheiser (1927. szeptember 18. – 2017. október 7.) olimpiai bronzérmes német gyeplabdázó.

## Pályafutása
A német válogatott tagjaként részt vett az 1952-es helsinki olimpián. 1956-ban Melbourne-ben az Egyesült Német Csapat tagjaként indult és bronzérmet szerzett a válogatottal.

## Sikerei, díjai
- Olimpiai játékok
  - bronzérmes: 1956, Melbourne